# STS-51L
STS-51L — 25-й полёт Спейс шаттла, десятая миссия шаттла «Челленджер», закончившаяся его гибелью после старта. Космический корабль был запущен 28 января 1986 года со стартовой площадки 39-B Космического центра им. Кеннеди. Взрыв произошёл на 73 секунде после старта с разрушением челнока и последующим падением кабины на протяжении 2 минут 45 секунд в Атлантический океан с огромной скоростью и гибелью всех семи членов экипажа. Кабина ударилась о водную поверхность на скорости около 333 км/ч с перегрузкой свыше 200 g. По крайней мере три астронавта были живы в момент падения и некоторое время были в сознании, так как у них были включены персональные приборы подачи воздуха (англ. Personal Egress Air Packs, PEAP). Однако колоссальные перегрузки в момент столкновения кабины с водой сыграли свою роковую роль, не оставив астронавтам никаких шансов на спасение.

## Экипаж
- (НАСА): Фрэнсис Скоби (Francis Richard Scobee) (2) — командир;
- (НАСА): Майкл Смит (Michael J. Smith) (1) — пилот;
- (НАСА): Эллисон Онидзука (Ellison S. Onizuka) (2) — специалист полёта;
- (НАСА): Джудит Резник (Judith A. Resnik) (2) — специалист полёта;
- (НАСА): Роналд Макнейр (Ronald E. McNair) (2) — специалист полёта;
- (НАСА): Криста Маколифф (S. Christa McAuliffe) (1) — специалист по полезной нагрузке;
- (НАСА): Грегори Джарвис (Gregory B. Jarvis) (1) — специалист по полезной нагрузке.

## Планируемая миссия
В программу полёта STS-51L входили: вывод на орбиту спутников TDRS, наблюдение за кометой Галлея, также планировалось провести в рамках проекта «Учитель в космосе» несколько уроков для школьников с орбиты.
Полёт стал первой американской орбитальной миссией, которая окончилась гибелью космонавтов. Это был также первый американский космический пилотируемый полёт, в ходе которого астронавты не достигли космического пространства. Полёт инженера Грегори Джарвиса первоначально был запланирован на предыдущий полёт шаттла (STS-61C), но был вновь назначен на этот рейс и заменил конгрессмена Клэренса Нельсона.

## Галерея

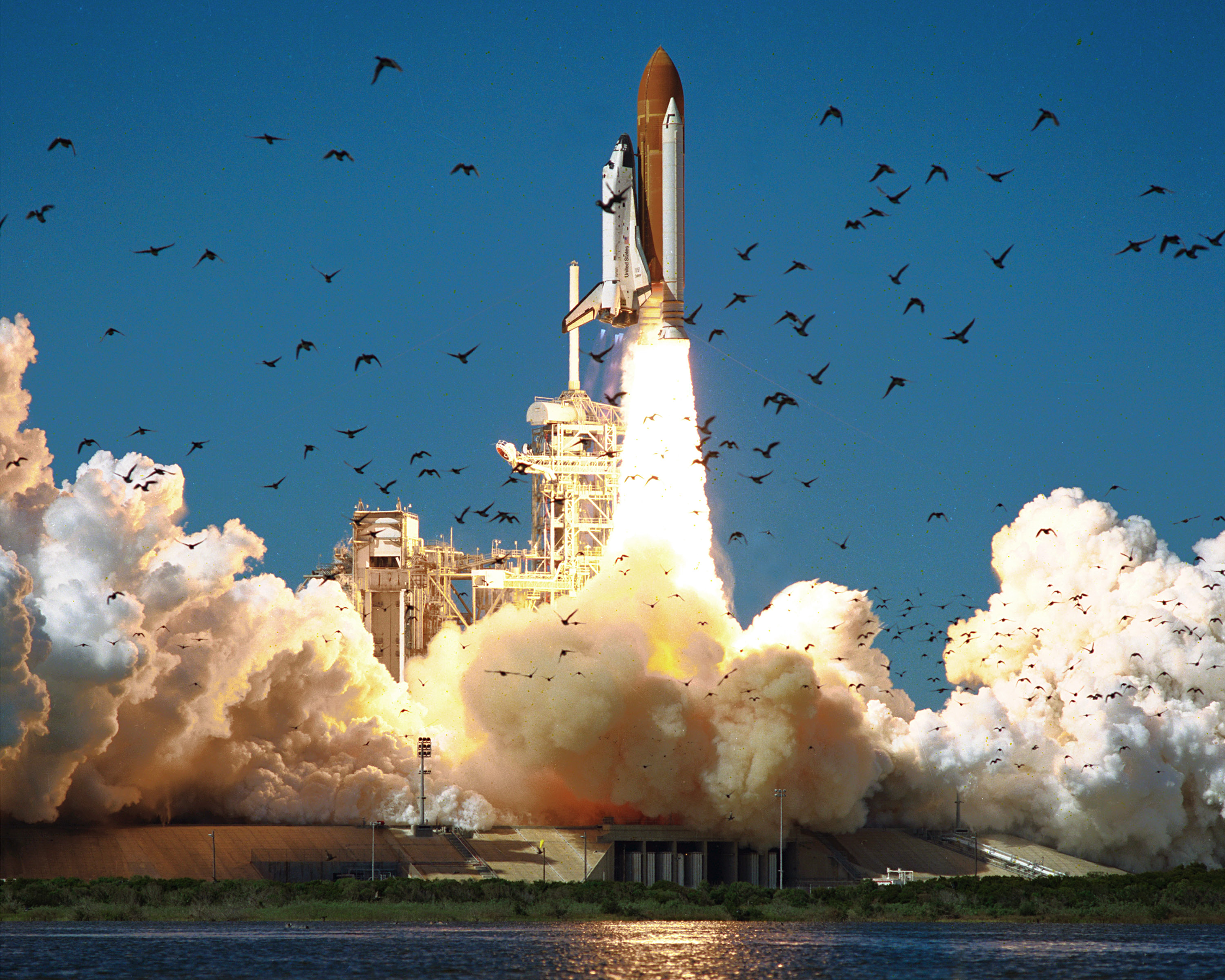
Старт "Челленджера" в начале миссии STS-51-L, 28 января 1986 года
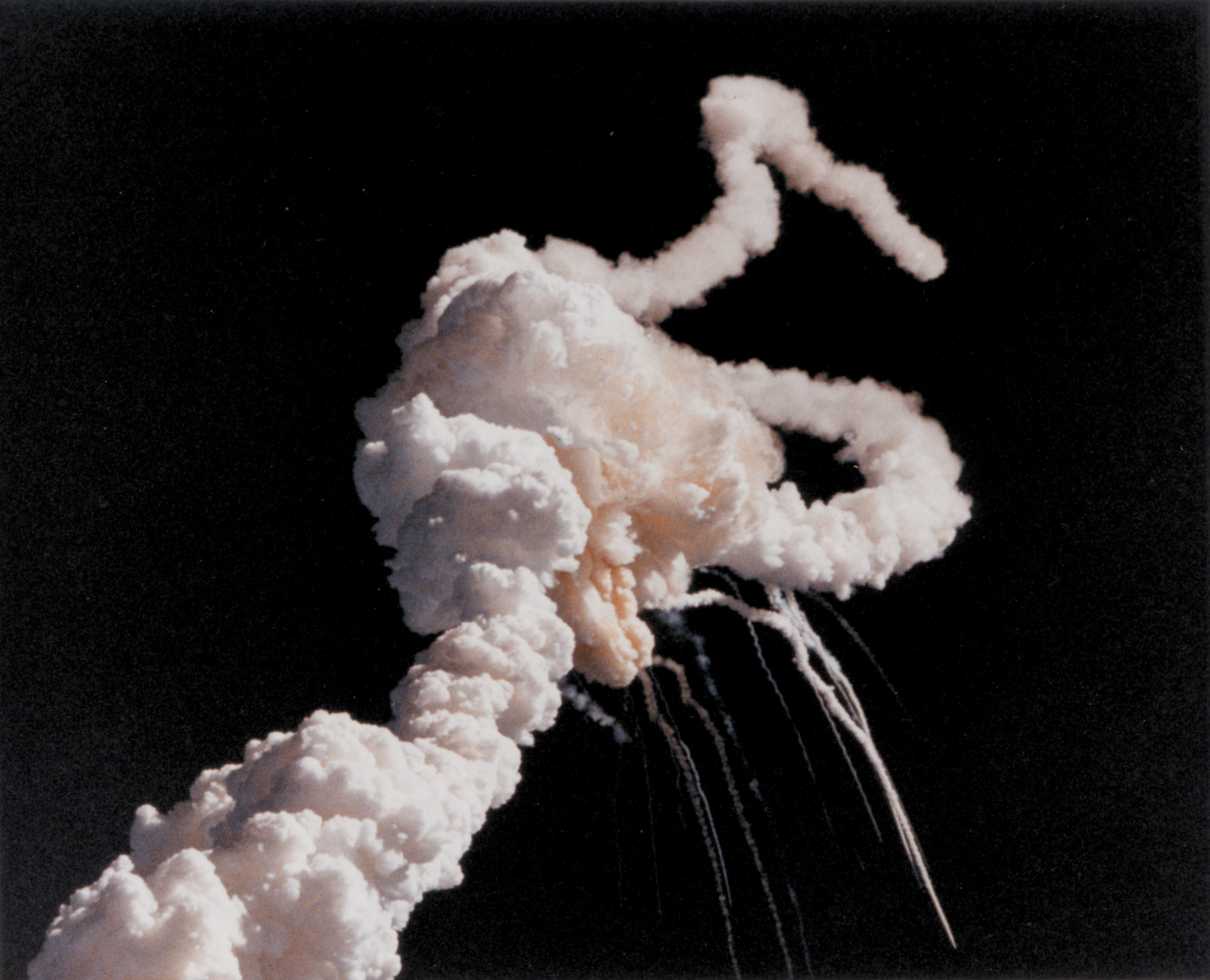
Дымовой шлейф Спейс шаттла Челленджер после его распада, через 73 секунды после старта. В результате аварии погибли все семь членов экипажа миссии STS-51L